# 帯広畜産大学の人物一覧
帯広畜産大学の人物一覧は帯広畜産大学に関係する人物の一覧記事。

## 教職員
- 押田龍夫 - 環境農学研究部門教授
- 渡邊芳之 - 人間科学研究部門教授

## 元教職員
- 杉田聡 - 教授、哲学者
- 金子修 - 客員教授、寄生虫学者、日本熱帯学会理事長

## OB・OG

### 行政
- 砂川敏文 - 元帯広市長、元北海道開発庁北海道開発局長官房調整官

### 財界
- 岩瀬弘士郎 - 雪印食品元社長
- 小笠原信一 - 大塚製薬工場社長、日本オープンイノベーション大賞
- 小林公生 - カルピス元社長
- 浜田輝男 - 北海道国際航空創業者
- 横尾博 - イオン取締役会議長、ミニストップ元社長

### 研究者・学者
- 安宅一夫 - 酪農学園大学教授
- 有賀秀子 - 本学名誉教授
- 奥田潔 - 本学学長
- 金子正美 - 酪農学園大学教授
- 鈴木直義 - 本学元学長
- 谷山弘行 - 酪農学園大学学長
- 長澤秀行 - 本学元学長
- 中津秀之 - 関東学院大学准教授
- 平井克哉 - 岐阜大学名誉教授、天使大学元教授
- 藤巻裕蔵 - 本学名誉教授
- 本間正義 - 東京大学名誉教授、元日本農業経済学会会長
- 山崎渉 - 京都大学教授

### 文学
- 時田則雄 - 歌人

### スポーツ選手
- 岩井真幸 - カーリング選手（2018年世界男子カーリング選手権大会日本代表）

### 犯罪者
- 遠藤誠一 - オウム真理教 元死刑囚

### その他
- すめらぎ琥珀 - 漫画家イラストレーター代表作『sweet3 room』